# Синт Бернардус
„Сент Бернардус“ (на нидерландски: Sint Bernardus, изписва се и като St. Bernardus) е марка белгийска абатска бира, произведена и бутилирана в пивоварната „St. Bernardus Brouwerij“ в село Вату (Watou) – квартал на град Поперинге (Poperinge), окръг Ипер, провинция Западна Фландрия, Северозападна Белгия.

## История
В края на 19 век антиклерикалните настроения във Франция принуждават част от монасите от френското абатство „Sainte Marie du Mont des Cats“ да се установят в селото Watou в Западна Фландрия, Белгия, на няколко километра от френската граница. Тук те създават фермата „Refuge Notre Dame de Saint Bernard“ за производство на сирене за нуждите на абатството.
През 1934 г. монасите се завръщат обратно във Франция и сградите, в които се произвежда сирене, се продават на Evariste Deconinck, който продължава производството на сиренето под името „St. Bernardus“ като създава и пивоварна. 
През 1945 г. траписткото абатство „Sint-Sixtus“ във Вествлетерен решава да ограничи производството на своята бира само за нуждите на монасите и гостите на манастира. През 1946 г. абатството сключва споразумение със „Sint-Bernardus“ в Watou за комерсиално производство на трапистка бира по рецепта на абатството.
През 1959 г. продава производството на сирене със същата марка и се концентрира изцяло върху производството на трапистка бира. През 1962 г. лицензионното споразумение с „Sint-Sixtus“ е продължено за нов 30-годишен срок. Между 1946 и 1992 г., „Sint-Bernardus“ произвежда трапистка бира по лиценз с марката „Sint-Sixtus Abt“.
През 1992 г., след изтичане на срока на последния лицензионен договор от 1962 г., договорът не е продължен, тъй като трапистките абатства (6 в Белгия и 1 в Холандия) решават, че наименованието „трапистка бира“ може да се дава само за бира, произведена вътре зад стените на трапистките манастири.
От 1992 г. бирата, произвеждана в пивоварната в Watou, започва да се продава под новата марка „St. Bernardus“ (по името на фермата „Refuge Notre Dame de Saint Bernard“).

## Марки бира
Търговският асортимент на пивоварната включва следните марки бира:
- St. Bernardus Tripel – силна светла бира с алкохолно съдържание – 8 %. Отличава се с бледокехлибарен цвят, плодов вкус и аромат, с хармоничен баланс между сладост и горчивина.
- St. Bernardus Pater 6 – тъмна бира с алкохолно съдържание – 6,7 %. Характеризира се с тъмен кестеново-кафяв цвят, плодов вкус, с нотки на малц, завършва с хмел и алкохол в послевкус.
- St. Bernardus Prior 8 – силна тъмна бира с алкохолно съдържание 8 %. Отличава се с рубинен цвят и богат малцов и плодов вкус, и с аромат на тъмни плодове, малц и карамел.
- St. Bernardus Abt 12 – силна тъмна бира с алкохолно съдържание – 10,5 % с плодов аромат.
- St. Bernardus Witbier – уит бира (бяла, пшеничена бира) с алкохолно съдържание – 5,5 %.
- St. Bernardus Christmas Ale – силна тъмна коледна бира с алкохолно съдържание 10 %. Тази бира се характеризира с дълбок тъмен цвят, пълен, почти кадифен вкус и плодов аромат. Това е сезонна бира, произвеждана веднъж годишно за началото на коледните празници.
- St. Bernardus Bock – тъмна силна бира с алкохолно съдържание – 6,8 %. Цвят на тъмен кехлибар, дълбок, мек и богат малцов вкус а аромат, с нотки на захар, мед и карамел.
- St. Bernardus Lentebier – тъмна бира с алкохолно съдържание – 6,5 %. Отличава се с наситено кафяв цвят, със сладък плодов вкус и аромат с нотки на сушени сини сливи, кафява захар и канела.
- St. Bernardus PaasBier – тъмна бира с алкохолно съдържание – 7,7 %. Отличава се с вкус и аромат на малц, карамел, плодове и подправки.
- Watou Tripel – силна светла бира с алкохолно съдържание – 7,5 % с плодов портокалов вкус и аромат на малц и цитрусови плодове.

- St. Bernardus Prior 8
- St. Bernardus Abt 12
- St. Bernardus Tripel
- Watou Tripel
- Grottenbier